# GD & TOP

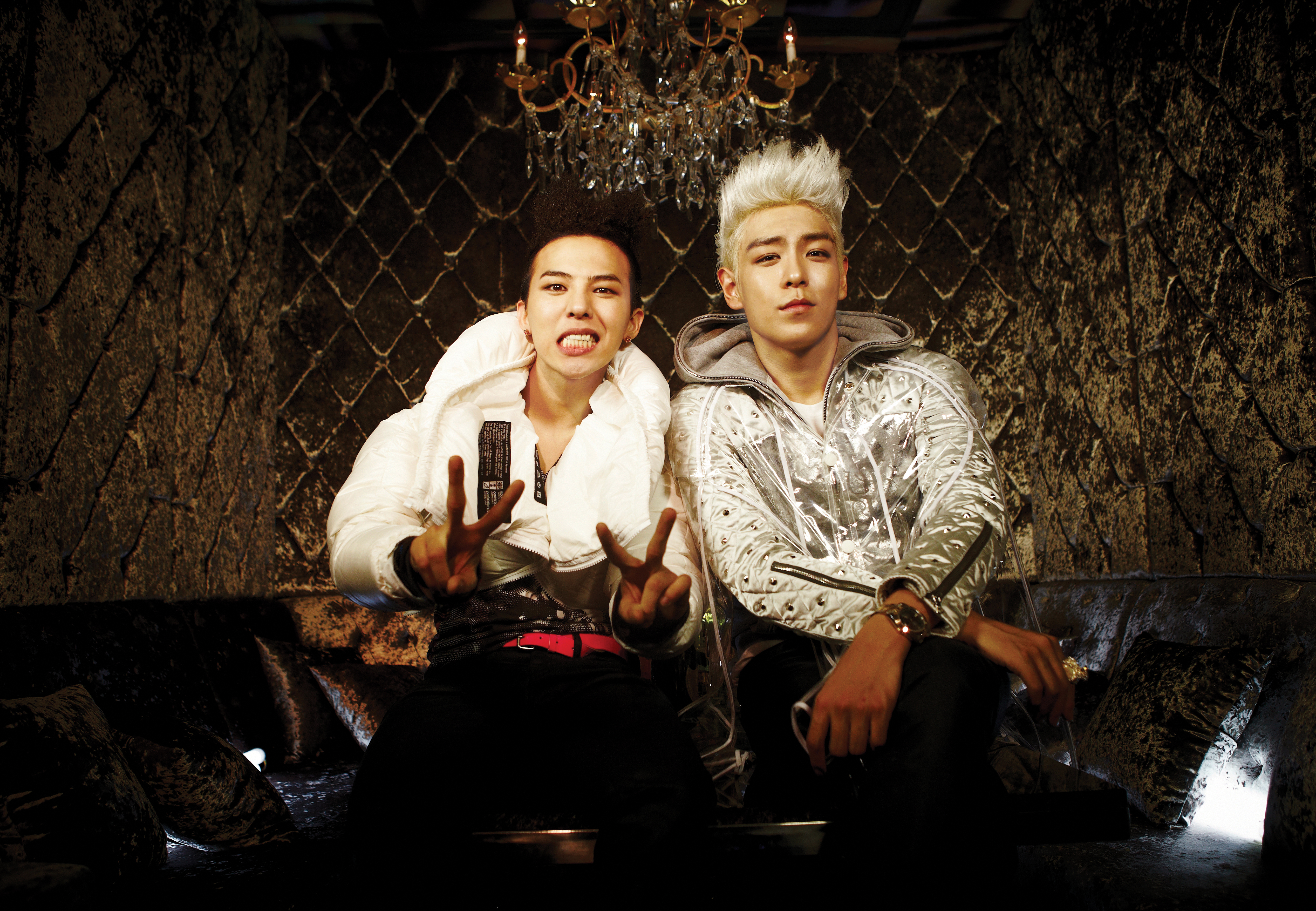
G-Dragon és T.O.P.

A GD & TOP a Big Bang együttes két rapperének, G-Dragonnak és T.O.P.-nak a közös albuma, mely 2010. december 24-én jelent meg. A lemezről három kislemezt másoltak ki, a High High-t, az Oh Yeah-t és a Knock Out-ot. A High High slágerlista-vezető volt, a másik két kislemez pedig 2. illetve 3. helyen végzett. Maga az album első helyen debütált a Kaon slágerlistáján. Knock Out című daluk klipjét az MTV „dilinyósnak” minősítette. A klipet a dal „nem helyénvaló” szleng szövege miatt a három legnagyobb koreai televíziós csatorna nem volt hajlandó levetíteni.

## Számlista
| #   | Cím                                                       | Dalszöveg               | Zene                            | Hossz |
| --- | --------------------------------------------------------- | ----------------------- | ------------------------------- | ----- |
| 1.  | INTRO                                                     | G-Dragon, T.O.P.        | G-Dragon, T.O.P., e.knock       | 2:08  |
| 2.  | HIGH HIGH ( Részlet)                                      | G-Dragon, T.O.P., Teddy | Teddy                           | 3:08  |
| 3.  | OH YEAH (FEAT. Pak Pom)                                   | G-Dragon, T.O.P., Teddy | Teddy, Sunwoo Jungah            | 3:17  |
| 4.  | 집에 가지마 Csibe kadzsima (DON'T LEAVE)                  | G-Dragon, T.O.P.        | G-Dragon, Teddy, e.knock        | 3:18  |
| 5.  | BABY GOOD NIGHT                                           | G-Dragon, T.O.P.        | G-Dragon, T.O.P., e.knock, 1 ON | 3:32  |
| 6.  | 뻑이가요 Ppogigajo (KNOCK OUT)                            | G-Dragon, T.O.P.        | Diplo, G-Dragon, T.O.P.         | 3:27  |
| 7.  | OH MOM (T.O.P)                                            | T.O.P.                  | T.O.P., e.knock, 1 ON           | 4:32  |
| 8.  | 악몽 Akmong (GD) (OBSESSION)                              | G-Dragon                | G-Dragon, e.knock               | 5:17  |
| 9.  | 오늘따라 Onulttara (T.O.P.) (OF ALL DAYS)                 | T.O.P.                  | T.O.P., Choice37                | 3:25  |
| 10. | 어쩌란 말이냐? Occsoran marinja? (GD) (WHAT DO YOU WANT?) | G-Dragon                | G-Dragon, e.knock               | 3:25  |
| 11. | TURN IT UP (T.O.P.) (bónusz szám)                         | T.O.P.                  | T.O.P., Teddy                   | 3:32  |